# Dr. Young's Ideal Rectal Dilators

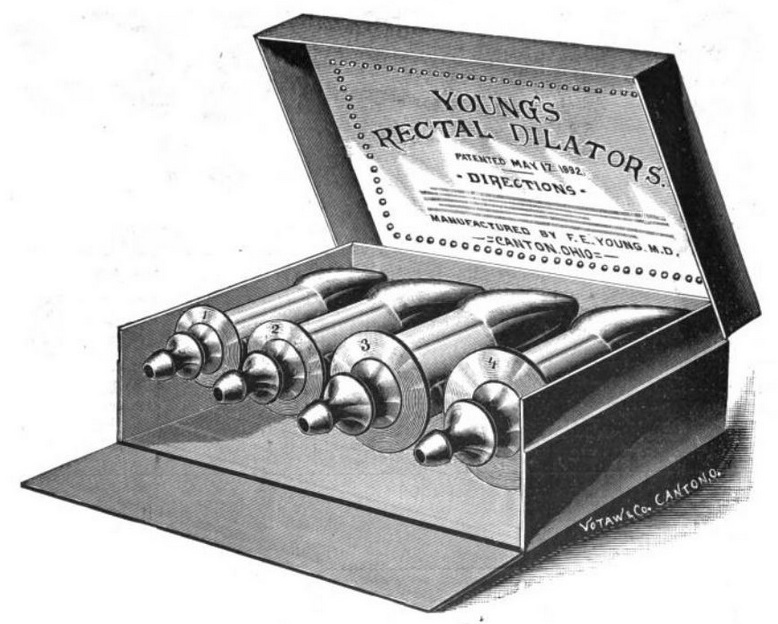
Una pubblicità dei dilatatori rettali sul numero di settembre 1893 della rivista The New Way.

I Dr. Young's Ideal Rectal Dilators, letteralmente: "Dilatatori rettali ideali del dott. Young", erano dispositivi medici venduti negli Stati Uniti d'America dalla fine del XIX secolo fino almeno agli anni 1940. Facenti parte del mercato dei medicinali e dispositivi medici inventati e commercializzati da privati, all'epoca fiorente e spesso truffaldino, questi dilatatori rettali, dalla forma affusolata e realizzati dapprima in gomma dura poi in bachelite, erano venduti in un set da quattro che conteneva dilatatori con diametro e lunghezza crescenti, da 1,25 a 2,5 cm e da 7,5 a 10 cm rispettivamente.
Secondo una retrospettiva pubblicata nel 2001 sull'American Journal of Gastroenterology, i dilatatori rettali del dottor Young non erano per nulla diversi dagli attuali plug anali.

## Prime apparizioni sul mercato e critiche

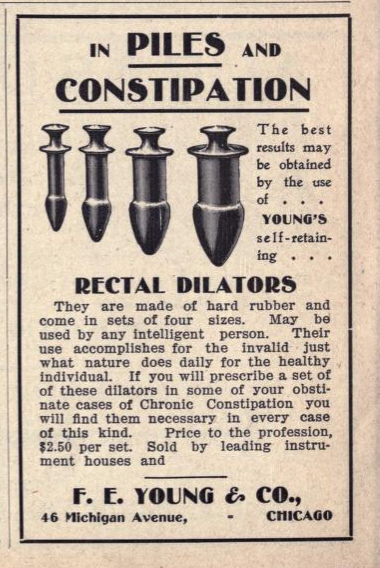
Una pubblicità dei dilatatori sul numero del Detroit Medical Journal dell'agosto 1905,

Brevettati da Frank E. Young nel 1892, un medico dell'Ohio, questi dilatatori rettali non furono largamente reclamizzati fino all'inizio del XX secolo, tuttavia, già nel 1893, un articolo della rivista Medical News del 1893 affermava che il "dottor Young" stesso, in un articolo da lui scritto e pubblicato su una rivista di cui era egli stesso editore, descriveva la dilatazione rettale come un'efficace cura per la pazzia, sostenendo che perlomeno "tre quarti di tutti i maniaci ululanti del mondo" fossero curabili "nel giro di poche settimane grazie all'applicazione di tecniche orifiziali". Nel menzionato editoriale l'autore chiedeva ironicamente:
In una pubblicità del 1905 apparsa sul Detroit Medical Journal, la ditta F. E. Young and Co. di Chicago affermava che "Si possono ottenere i migliori risultati con l'utilizzo dei dilatatori rettali autoreggenti del dr. Young", l'uso dei quali "fa per il malato esattamente quello che la natura fa quotidianamente per il sano". Nella stessa pubblicità, ai medici era rivolto il seguente consiglio: "Se prescriverete un set di questi dilatatori a qualcuno dei vostri più gravi casi di costipazione cronica, li riterrete poi necessari per ogni caso di quel genere". Al tempo il prezzo di un set venduto a un medico era di 2,5 dollari.

## Condanna da parte della Food and Drug Administration

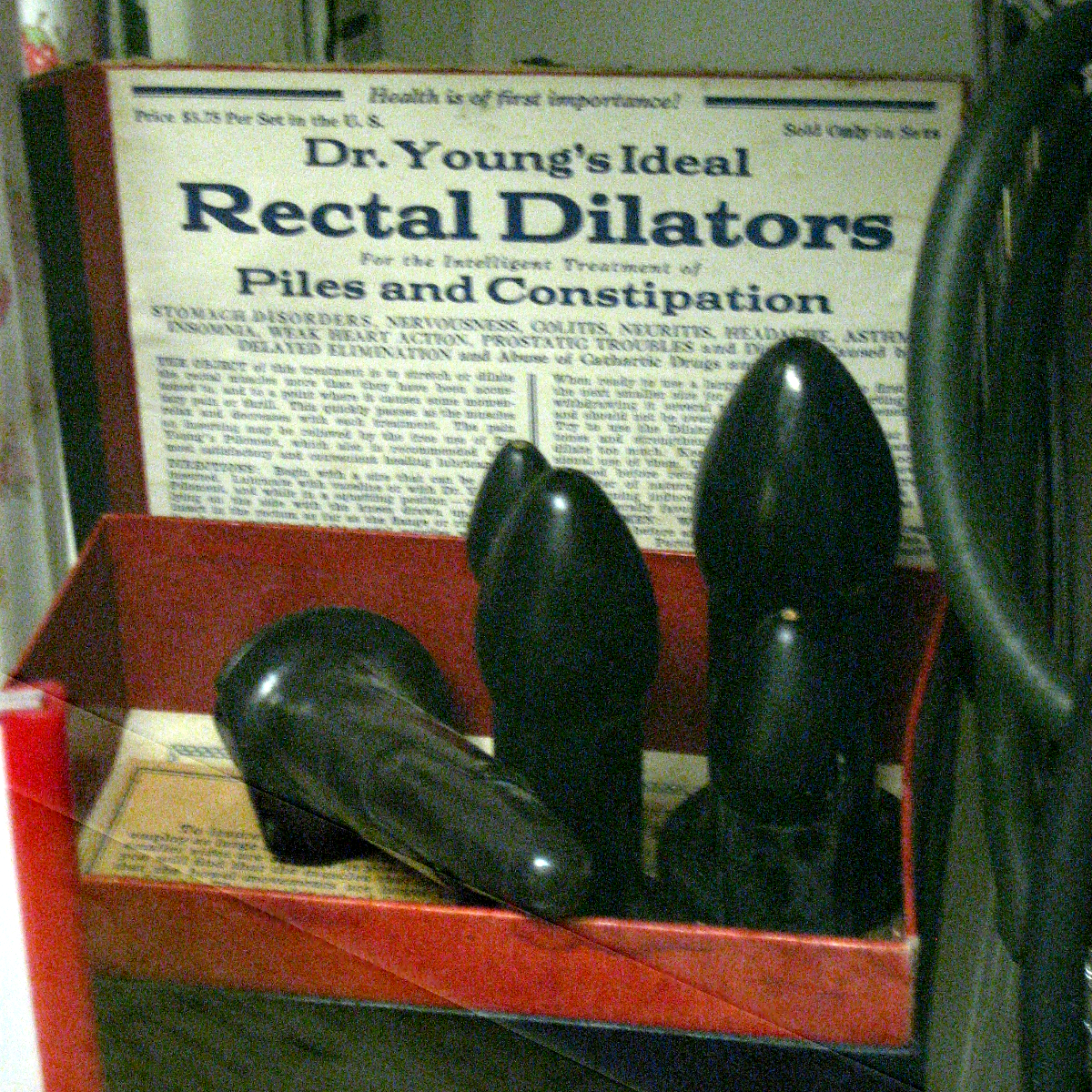
Un set dei Dr. Young's Ideal Rectal Dilators

Nel 1940 il procuratore degli Stati Uniti per il distretto meridionale dello Stato di New York sequestrò una spedizione di dilatatori rettali adducendo il fatto che i dispositivi fossero contrassegnati con un'etichetta ingannevole. Secondo la successiva sentenza del tribunale per i farmaci e i dispositivi della Food and Drug Administration, poi identificata in letteratura come U.S. v. 67 Sets of Dr. Young's Rectal Dilators and 83 Packages of Dr. Young's Piloment, l'etichetta del prodotto affermava che esso poteva curare la stitichezza, favorire un sonno più riposante, alleviare l'alito cattivo, la sensazione di cattivo gusto in bocca, il colorito giallastro della pelle, l'acne, l'anemia, l'affaticamento, l'ebbrezza mentale, l'insonnia, l'anoressia, il mal di testa, la diarrea, le emorroidi, la flatulenza, la dispepsia, l'ansia, l'irritabilità, la sensazione di freddo alle estremità e molti altri disturbi. Le istruzioni inoltre consigliavano: "Non dimenticare di usare i tuoi dilatatori ... È consigliabile usarli occasionalmente come misura precauzionale. Non devi temere di usarli troppo".
Alla fine il tribunale sentenziò che i dispositivi erano "pericolosi per la salute se usati con la frequenza e per il periodo prescritti, raccomandati o consigliati nell'etichetta" e la spedizione fu confiscata e distrutta.